# Adnaviria
Adnaviria (лат.) — реалм ДНК-содержащих вирусов, на июль 2020 года включающий единственный класс Tokiviricetes. 
В состав реалма Adnaviria входят вирусы архей, имеющие нитчатые вирионы и геном, представленный двуцепочечной ДНК, находящейся в A-форме. Выделение данного реалма было предложено в 2020 году, когда с помощью криоэлектронной микроскопии было показано, что представители реалма родственны друг другу и их объединяет не только геном в форме A-ДНК, но также строение вириона и структура главного капсидного белка (англ. major capsid protein, MCP). Представители реалма Adnaviria инфицируют гипертермофильных архей, и геном в форме A-ДНК может быть приспособлением к обитанию в экстремальных условиях. Вирусы реалма Adnaviria, вероятно, очень древние и, возможно, они заражали ещё последнего общего предка архей. Генетически вирусы Adnaviria не демонстрируют какого-либо сходства с вирусами за пределами своего реалма.

## Этимология
Название реалма Adnaviria происходит от Adna-, сокращения, указывающего на то, что у всех представителей реалма геном в составе вирионов находится в виде A-ДНК. Вторая часть названия, -viria, — суффикс, использующийся в названиях реалмов вирусов. Единственное царство в составе реалма, Zilligvirae, названо в честь учёного Вольфрама Зиллига (1925—2005), исследовавшего гипертермофильных архей, а -virae — это суффикс, употребляющийся в названиях царств вирусов. Название единственного типа в составе царства Zilligvirae, Taleaviricota, образовано от лат. talea — «палочка», что указывает на характерную для представителей типа морфологию вирионов, а -viricota — суффикс, который входит в состав названий типов вирусов. Наконец, единственный класс в составе реалма, Tokiviricetes, получил своё название от груз. თოკი (toki), что означает «нить», и специфического суффикса для классов вирусов -viricetes.

## Характеристика
Вирусы, входящие в состав реалма Adnaviria, заражают гипертермофильных архей. Они имеют геномы в виде линейной двуцепочечной ДНК длиной от 16 до 56 тысяч пар оснований. На концах геномов находятся инвертированные повторы. Важнейшей особенностью представителей Adnaviria является то, что их геномы представлены не типичной клеточной B-, а A-формой ДНК. A-ДНК встречается у организмов, обитающих в экстремальных условиях, таких как повышенная кислотность и температура, как в горячих источниках. A-ДНК в этом случае выступает как адаптивный механизм, позволяющий поддерживать стабильность генома при экстремальных условиях. Формирование A-ДНК в вирионах обеспечивается взаимодействием димеров белка MCP с геномом в ходе сборки вириона. В результате из предгеномной ДНК, имеющей стандартную B-конформацию, образуется спиральный нуклеопротеин, в состав которого входит геномная A-ДНК.
В состав спирального нуклеопротеина, помимо геномной A-ДНК, входят асимметричные димеры MCP. У вирусов семейства Rudiviridae мономеры MCP формируют гомодимер, а у членов семейств Lipothrixviridae и Tristromaviridae димеры MCP представляют собой гетеродимеры из двух паралогичных MCP. В состав MCP вирусов реалма Adnaviria входит структурный мотив, представляющий собой пучок из четырёх α-спиралей. Этот мотив получил название SIRV2-укладка от названия одного из членов реалма, Sulfolobus islandicus rod-shaped virus 2 (SIRV2). В структуре MCP встречаются вариации, однако укладка SIRV2 всегда присутствует в составе MCP Adnaviria.
Члены Adnaviria имеют тонкие, длинные, цилиндрические (нитевидные) вирионы. У представителей Lipothrixviridae вирионы представляют собой гибкие нити длиной около 900 нм и около 24 нм в диаметре, в которых спиральный нуклеопротеин окружён липидной оболочкой. У членов Tristromaviridae гибкие вирионы достигают около 400 нм в длину и 32 нм в диаметре также имеют липидную оболочку, однако между нуклеопротеином и липидной оболочкой у них залегает дополнительная белковая оболочка. Вирусы семейства Rudiviridae имеют жёсткие вирионы длиной от 600 нм до 900 нм и диаметром 23 нм. У Lipothrixviridae на концах вириона имеются клешневидные придатки, присоединённые к общему «вороту», а у Tristromaviridae и Rudiviridae на концах вириона находятся специальные цилиндры, от которых отходят пучки тонких филаментов. С их помощью представители вирусы, по-видимому, прикрепляются к клетке-хозяину.

## Жизненный цикл
Вирусы семейства Rudiviridae поражают архей родов Sulfolobus, Acidianus и Stygiolobus. Инфицирование клетки не сопровождается интеграцией в её геном вирусного генома. В ходе вирусной инфекции происходит разрушение упакованного генома археи, и параллельно с этим на поверхности клетки начинают формироваться структуры пирамидальной формы. В дальнейшем эти структуры нарушают целостность S-слоя клетки: они открываются наружу и создают порталы, через которые новосинтезированные вирионы покидают клетку. Описанный механизм выхода вирусных частиц из инфицированных клеток весьма необычен и существенно отличается от путей лизиса и разрушения клетки, с помощью которых клетку покидают другие вирусы прокариот и эукариот. 
К числу хозяев вирусов семейства Lipothrixviridae относится только один вид архей — Thermoproteus tenax. Прикрепление к клетке-хозяину достигается за счёт взаимодействия концевых придатков с пилями клетки, после чего вирус впрыскивает свою ДНК в цитоплазму хозяина. Выход вирионов сопровождается лизисом клетки. Возможна интеграция фрагментов вирусного генома в хозяйскую хромосому. 
Представители Tristromaviridae заражают исключительно архей рода Pyrobaculum. Вирусы этого семейства прикрепляются к клеткам с помощью концевых придатков и впрыскивают свою ДНК в цитоплазму археи, где в дальнейшем созревают вирионы. Инфекционный цикл завершается лизисом клетки. Поскольку собственных ДНК- и РНК-полимераз у этих вирусов нет, они, вероятно, зависят от клетки-хозяина в плане транскрипции и репликации.

## Филогенетика
Представители Adnaviria, возможно, являются древними вирусами, и предполагается, что они заражали ещё последнего общего предка архей. В целом, члены реалма Adnaviria не родственны каким-либо вирусам за пределами реалма. Единственные гены, наличие которых сближает их с другими вирусами, — это гены, кодирующие гликозилтрансферазы, транскрипционные факторы, содержащие мотив «лента—спираль—спираль» (англ. ribbon-helix-helix), а также белки анти-CRISPR. Морфологически члены Adnaviria напоминают другие нитчатые вирусы, однако их вирионы состоят из совершенно других белков. Особенно к ним близки морфологически представители другого семейства вирусов архей, Clavaviridae. Вирусы этого семейства также имеют MCP, однако их MCP неродственны MCP вирусам из реалма Adnaviria, поэтому семейство Clavaviridae не включено в реалм Adnaviria.

## Классификация
По состоянию на 2020 год реалм Adnaviria содержит только монотипные таксоны вплоть до класса Tokiviricetes включительно, в состав которого входят два порядка. Классификация Adnaviria представлена ниже:
- Реалм Adnaviria
  - Царство Zilligvirae
    - Тип Taleaviricota
      - Класс Tokiviricetes
        - Порядок Ligamenvirales, содержит вирусы, инфицирующие архей порядка Sulfolobales
          - Семейство Lipothrixviridae
          - Семейство Rudiviridae

        - Порядок Primavirales, содержит вирусы, заражающие архей порядка Thermoproteales
          - Семейство Tristromaviridae.

## История изучения
Первые представители Adnaviria были открыты Вольфрамом Зиллигом и коллегами в 1980-х годах. Прежде чем описать эти вирусы, Зиллиг разработал методы для культивации их хозяев-архей. Первые члены Adnaviria, TTV1, TTV2 и TTV3, были описаны в 1983 году. Первоначально TTV1 был отнесён к семейству Lipothrixviridae, но в настоящее время его относят к семейству Tristromaviridae. SIRV2, входящий в семейство Rudiviridae, стал моделью для изучения взаимодействий между вирусом и хозяином после того как был открыт в 1998 году. В 2012 году на основании генетического родства семейства Lipothrixviridae и Rudiviridae были объединены в порядок Ligamenvirales. В 2020 году с помощью криоэлектронной микроскопии было показано, что MCP семейства Tristromaviridae содержит SIRV2-подобную укладку, как у членов Ligamenvirales, и в том же году было предложено объединить Tristromaviridae, Lipothrixviridae и Rudiviridae в реалм Adnaviria.